# Irlbachia nemorosa
Irlbachia nemorosa là một loài thực vật có hoa trong họ Long đởm. Loài này được (Willd. ex Schult.) Merr. mô tả khoa học đầu tiên năm 1942.